# Цвейфель Лазар Давидович
Цвейфель Лазар Давидович (Цвейфель Елі'езер Цві ха-Кохен) (нар.. 1815, Могильов — пом. 1888, Глухів) — єврейський письменник і публіцист. Писав переважно гебрейською мовою, а також на мові їдиш.

## Біографія

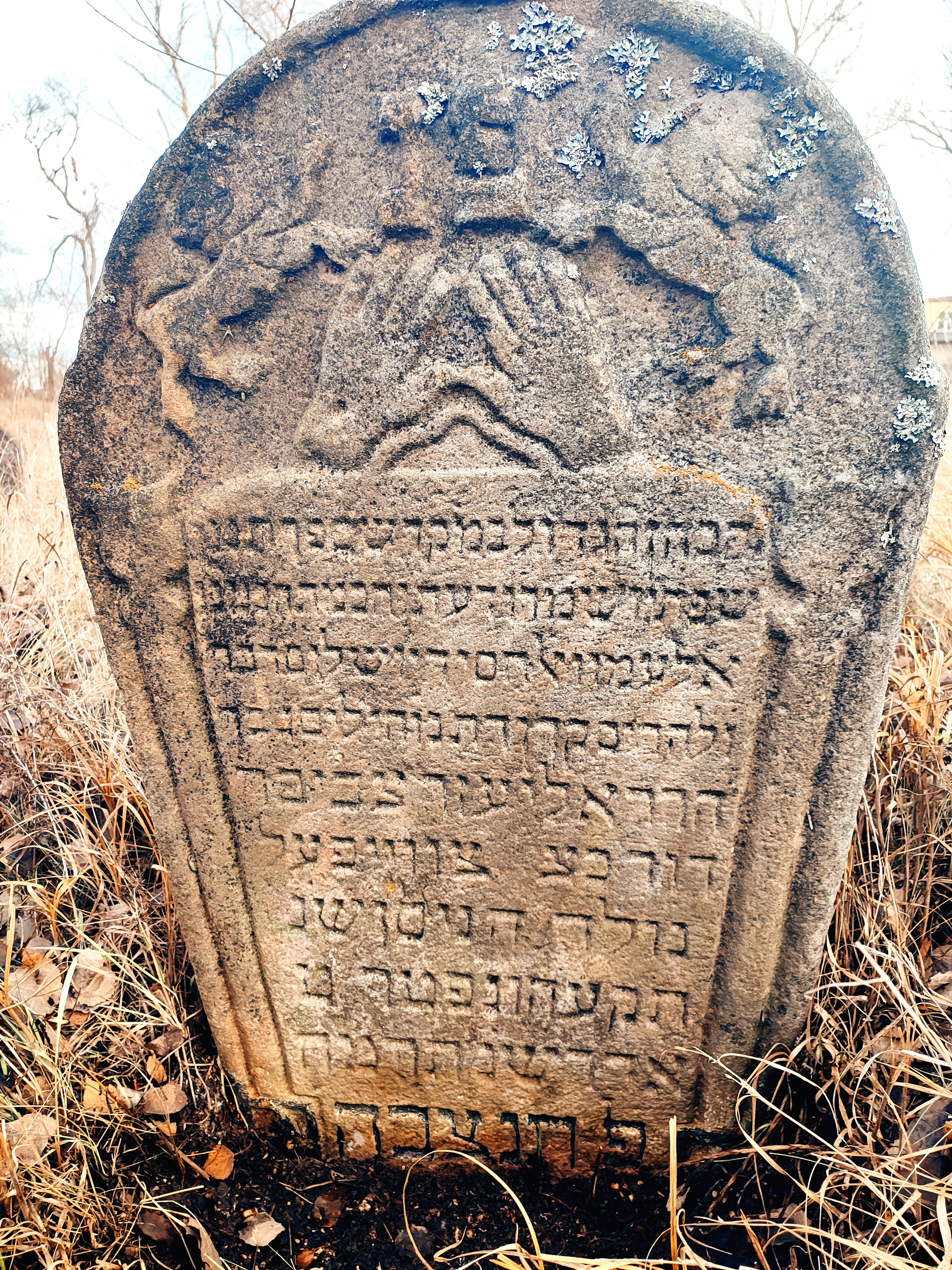
Надгробок з пісковику на могилі Лазаря Цвейхеля на Єврейському цвинтарі Глухова

Цвейфель народився в місті Могильов сім'ї любавичських хасидів. Його батько був меламедом — вчителем в хедері. Цвейфель отримав домашню освіту переважно на основі рабинської і хасидської літератури. Його батьки примусили одружитися в юному віці, але сімейне життя не склалося.
Молодість Цвейфель провів т.з. магидом, тобто заробляв проповідями і викладанням, переїжджав з містечка в містечко. Тоді ж відкрив для себе нову єврейську літературу і став прихильником Хаскали, залишаючись в той же час релігійною людиною.
У 1853 році був призначений викладачем Талмуду в рабинське училище в Житомирі. Став улюбленим наставником кількох поколінь вихованців, а також здобув популярність і як публікатор та коментатор художніх, публіцистичних та проповідницьких творів. У 1873 році коли училище було перетворено в учительський інститут, Цвейфель був звільнений і повернувся до заробітку магида.
У старості оселився в домі дочки в Глухові, де й помер. Похований на єврейському цвинтарі у Глухові.